# Кеняйкин, Валерий Фёдорович
Вале́рий Фёдорович Кеня́йкин (род. 26 февраля 1946) — российский дипломат. Чрезвычайный и полномочный посол (1993).

## Биография
Окончил Институт восточных языков  при МГУ имени Ломоносова (1970) и Дипломатическую академию МИД СССР (1984). Владеет французским, итальянским, бамана и английским языками. На дипломатической службе с 1970 года.
Работал на различных должностях в центральном аппарате МИД СССР и в посольствах СССР в Мали, Бельгии и Италии.
- В 1989—1990 годах — советник-посланник посольства СССР в Италии и по совместительству — генеральный консул СССР в Сан-Марино.
- В 1990—1991 годах — заместитель начальника 1-го Европейского управления МИД СССР.
- В 1991—1994 годах — начальник Кадровой службы МИД России.
- С 11 декабря 1994 по 9 октября 1997 года — чрезвычайный и полномочный посол Российской Федерации в Италии и Сан-Марино по совместительству[1][2].
- С 9 октября 1997 по 21 января 2002 года — чрезвычайный и полномочный посол Российской Федерации в Румынии[3][4].
- С июля 2002 по сентябрь 2004 года — директор Департамента лингвистического обеспечения МИД России.
- С сентября 2004 по март 2006 года — сопредседатель Смешанной контрольной комиссии по урегулированию грузино-осетинского конфликта (СКК) от России, посол по особым поручениям.
- С марта по май 2006 года — глава группы российских экспертов, занявшихся вопросами торговой блокады непризнанной Приднестровской Молдавской республики со стороны Украины и Молдавии, начавшейся 3 марта.
- В 2006—2007 годах возглавлял постоянную делегацию Российской Федерации на переговорах с Грузией по военным вопросам и российскую государственную комиссию по подготовке проекта российско-грузинского договора о дружбе, добрососедстве, сотрудничестве и взаимной безопасности.
- В 2007—2011 годах — директор Департамента по связям с субъектами Федерации, парламентом и общественными объединениями МИД России[5].
- С февраля 2011 года  — заместитель исполнительного директора, с марта 2012 года — советник Фонда поддержки публичной дипломатии имени А. М. Горчакова.

## Семья
Женат, имеет сына.

## Дипломатический ранг
Чрезвычайный и полномочный посол (30 апреля 1993)

## Награды
- Кавалер Большого креста ордена «За заслуги перед Итальянской Республикой» (18 ноября 1997)[7]
- Почётная грамота президента Российской Федерации (2 февраля 2009) — за заслуги в реализации внешнеполитического курса Российской Федерации, многолетнюю безупречную дипломатическую службу[8]
- Орден Почёта (19 октября 2009) — за большой вклад в реализацию внешнеполитического курса Российской Федерации, многолетнюю безупречную службу[9]